# Hłuchiwci
Hłuchiwci (ukr. Глухівці) – osiedle typu miejskiego na Ukrainie w rejonie koziatyńskim obwodu winnickiego.

## Historia
W 1989 liczyła 4356 mieszkańców.
W 2013 liczyła 3443 mieszkańców.